# کشتار تهیرهی
کشتار تهیری قتل‌عام بود که در ۳ ژوئن ۱۹۶۳ میلادی، بمطابق ۱۲ خرداد ۱۳۴۲ شمسی، در تهیرهی، در استان سند، پاکستان رخ داد. در آن ۱۱۸ نفر از مسلمان شیعه توسط گروهک تنظیم اهل سنت از مسلمانان دیوبندی کشته شدند. اگرچه این اولین حادثه خشونت علیه مسلمانان شیعه پاکستان نبود، اما این حمله اولین کشتار دسته جمعی شیعیان پاکستان محسوب می‌شود.

## زمینه

### میراث سید احمد بریلوی
سید احمد بریلوی و شاه اسماعیل دهلوی از پیشگامان تروریسم ضد شیعه مدرن در شبه قاره هند هستند. پروفسور باربارا میتکاف می‌نویسد:
"دومین گروهی که مورد حمله سید احمد قرار گرفتند، کسانی بودند که تمایل به عقاید شیعی داشتند. وی به ویژه از مسلمانان خواست تا از حمل تعزیه‌ها، ماکت‌هایی از حرم‌های شهدای کربلا که در دسته‌های عزاداری حمل می‌شوند، دست بکشند. محمد اسماعیل دهلوی می‌نویسد:
'یک مؤمن واقعی باید شکستن تعزیه‌ها به زور را به اندازه شکستن بت‌ها، پرفضیلت بشمارد اگر خودش نمی‌تواند آنها را بشکند، بگذارید به دیگران دستور دهد. حتی اگر این از توان او خارج است، بگذارید حداقل از آنها با تمام قلب و روح خود متنفر باشد و نسبت به آنها نفرت بورزد '.
گفته می‌شود، بدون شک با اغراق قابل توجهی، خود سید احمد هزاران حسینیه، ساختمانی که میزبان تعزیه هاست را، تخریب کرده‌است ".
این حملات بین سالهای ۱۸۱۸ و ۱۸۲۰ میلادی انجام شده‌است. پروفسور اطهر عباس رضوی جزئیات بیشتری در مورد زمان و مکان‌ها و شرایطی که در آن این حملات انجام شده‌است، بیان کرده‌است. پس از مرگ آنها در بالاکوت در سال ۱۸۳۱ در حالی که تحت تعقیب ارتش راجا رنجیت سنگ قرار داشتند، میراث تروریسم فرقه ای آنها در مکتب فکری دیوبند ادامه یافت. آمارها نشان می‌دهد که حدود ۹۰ درصد تروریست‌های مذهبی در پاکستان از نظر اعتقادی دیوبندی هستند و بسیاری از آنها به عشایر پشتون‌ها تعلق دارند.

### خشونت ضد تشیع در پاکستان
پس از فوت محمد علی جناح در شرایط اسرارآمیز، نخست‌وزیر سنی، نوابزاده لیاقت علی خان، با علمای دیوبندی همکاری کرد و در سال ۱۹۴۹ میلادی قطعنامه اهداف را تصویب کرد و جایگاه مذهب در قانون اساسی به رسمیت شناخته شد. وزیر قانون منصوب جناح، جوجندرا نات ماندال، که هندو مذهب بود، استعفا داد.
در سال ۱۹۴۹ میلادی در نارووال به عزاداران حمله شد. سال ۱۹۵۱ در انتخابات مجمع پنجاب، مبارزاتی علیه نامزدهای شیعه به دلایل فرقه ای آغاز شد و آنها کافر اعلام شدند. در سال ۱۹۵۵، دسته‌های عزاداری و حسنیه‌ها در ۲۵ نقطه در پنجاب مورد حمله قرار گرفتند که صدها نفر در این ماجرا زخمی شدند. در همان سال، یک روحانی اهل سنت در کراچی شایعه ای را منتشر کرد که شیعیان هر ساله یک کودک سنی را ذبح می‌کنند و گوشت وی را به غذاهایی که در ماه محرم سرو می‌کنند اضافه می‌کنند. در نتیجه، یک حسینیه بلتی در کراچی مورد حمله قرار گرفت و دوازده نفر به شدت زخمی شدند.
در سال ۱۹۵۷، سه عزادار در حمله ای به دسته‌های عزاداری محرم در روستای سیت پور (در ناحیه مظفرگر) جان خود را از دست دادند. یک هیئت قضایی توسط دولت تشکیل شد و پنج تروریست که در این حادثه نقش داشتند به اعدام محکوم شدند. در همان سال، طی پرتاب سنگ به دسته عزاداری در احمدپور شرقی، یک نفر کشته و سه نفر دیگر به شدت زخمی شدند. در ژوئن ۱۹۵۸، آقا محسن، روحانی شیعه، در بهکر ترور شد. قاتل در اعتراف خود متذکر شد که یک سخنرانی از مولوی نورالحسن بخاری که در آن قاتل شیعیان، با غازی علم الدین مقایسه شده و بهشت برایشان تضمین شده بود، او را به ارتکاب این جنایت تحریک کرده‌است. مولوی نورالحسن بخاری مجازات نشد، که این باعث تشویق علمای آشوبگر شد.

## حادثه
در روز عاشورا در ۳ ژوئن ۱۹۶۳ میلادی، شیعیان روستای تهیرهی اقدام به اجرای تعزیهکردند. هنگامی که این خبر به یک حوزه دیوبندی در خیرپور رسید، طلبه‌ها و اعضای گروه «تنظیم اهل سنت» به تهیرهی شتافتند و بسیاری از مردم عزادار را با چاقو و تبر کشتند. بعد از آن حسینیه را آتیش زدند و تعداد زیادی از مجروحان سوختند.
مطبوعات به درستی حوادث را پوشش ندادند، زیرا هویت عاملان و قربانیان پنهان ماند. در ۱۶ ژوئن، شش سازمان دیوبندی در لاهور جلسه عمومی برگزار کردند و در آنجا خود قربانیان این خشونت را مقصر دانستند. در ماه ژوئیه کمیسیونی برای بررسی شورش‌ها تعیین شد. گزارش آن در دسامبر همان سال منتشر شد، اما از هیچ فرد یا سازمانی نام نبرده شد. هیچ‌کس مجازات نشد.

## عواقب
در سال ۱۹۶۹ میلادی، موکب عاشورا در شهر جهنگ مورد حمله قرار گرفت. در ۲۶ فوریه ۱۹۷۲ میلادی، در عاشورا در دیره غازی خان بر سر عزاداران سنگ اندازی شد. در ماه مه ۱۹۷۳ میلادی، محله شیعه گوبند گره در شهر شیخوپوره مورد حمله گروه‌های دیوبندی قرار گرفت. در پاراچنار و گلگت نیز دارگئری پیش آمد. در سال ۱۹۷۴ میلادی، مردان مسلح دیوبندی به روستاهای شیعه نشان در گلگت حمله کردند. در ژانویه ۱۹۷۵ چندین حمله به موکب‌های محرم در شهرهای کراچی، لاهور، چکوال و گلگت صورت گرفت. در یک روستای بابو سابو در نزدیکی لاهور، سه نفر از شیعیان کشته و بسیاری مجروح شدند.
از طرف دیگر مولوی احسان الهی ظهیر، خواجه قمر الدین سیالوی، مولوی خالد محمود دیوبندی و دیگران علیه شیعیان کتاب نوشتند.

## واکنش‌های بین‌المللی
آیت الله العظمی محسن الحکیم، رهبر مذهبی شیعه در آن زمان، نامه ای به رئیس‌جمهور محمد ایوب خان نوشت و محکومیت شدید خود را نسبت به این عمل ابراز داشت.